# Gaertnera hirtiflora
Gaertnera hirtiflora é uma espécie de planta da família Rubiaceae. É endêmica em Maurícia e seu hábitat natural são regiões subtropicais ou tropicais de secas florestas.